# Alejandra Quisbert
Alejandra Quisbert Iriondo (* 8. Juni 1992 in Chicaloma, Departamento La Paz) ist eine bolivianische Fußballschiedsrichterin.

## Werdegang
Quisbert wurde als vorletztes von 12 Geschwistern in Chicaloma geboren; sie hat zehn Schwestern und einen Bruder. Im Alter von 18 Jahren begann sie als Schiedsrichterin. Quisbert absolvierte ein Studium der Wirtschaftswissenschaften, gab später jedoch den Beruf zugunsten der Schiedsrichterei auf.
Seit 2021 steht Quisbert auf der Liste der FIFA-Schiedsrichter und leitet internationale Fußballpartien, unter anderem in der Copa Libertadores der Frauen. Sie ist die erste afrobolivianische FIFA-Schiedsrichterin.
Bei der U-17-Weltmeisterschaft 2024 in der Dominikanischen Republik leitete Quisbert drei Spiele, darunter zwei Gruppenspiele sowie das Spiel um Platz drei zwischen den USA und England.